# カリム・マシモフ
カリム・カジムカヌリ・マシモフ（1965年6月15日 - カザフ語: Кәрім Қажымұқанұлы Мәсімов, ウイグル語: Кәрим Мәсимов / كەرىم مەسىموۋ）は、カザフスタンの政治家。カザフスタン首相（第7代・第9代）。

## 経歴
労働省課長、駐ウルムチ・カザフ通商代表部専門官、アクツェプト社副社長、駐香港カザフ貿易会館館長、アルマトイ貿易金融銀行理事長、運輸・交通相、副首相を歴任。
2003年6月から大統領補佐官、2005年2月から大統領儀典局長、対外政策センター長、社会・経済分析課長、システム研究センター長を歴任。
2006年1月～4月、第一副首相。同年4月～10月、副首相兼経済・予算計画相。同年10月～2007年1月、副首相。
2007年1月10日、首相就任。2012年9月24日、首相を辞任し、大統領顧問に就任。
2012年9月～2013年1月、大統領府長官。同年1月～2014年4月、大統領府長官兼国務長官代行。
2014年4月2日、セリク・アフメトフ首相の辞任に伴い首相再任。
2016年9月8日、首相を解任され、秘密警察のトップである国家保安委員会議長に就任。
2022年1月5日、反政府デモの激化を受け国家保安委員会議長を解任され、8日には国家転覆容疑で拘束されたことが発表された。

## 人物
ウイグル人。親中派として知られ、北京語言大学と武漢大学に留学経験がある。
パトリス・ルムンバ名称民族友好大学を卒業。法学者、経済学者。英語と中国語を話す。
既婚者。3児を有する。